# Copa de crani

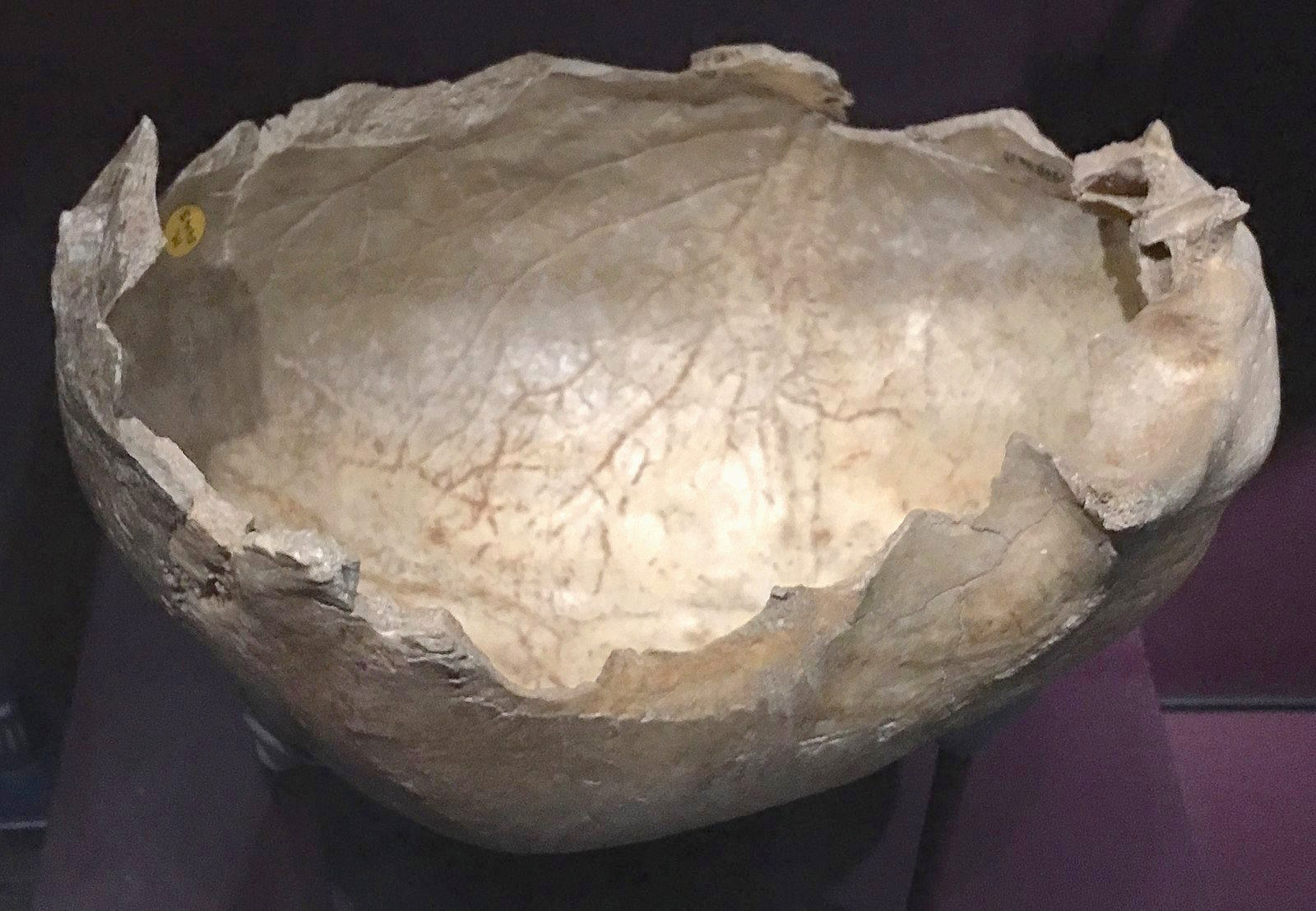
Copa de crani

Una copa de crani és un atuell per beure fabricat amb un crani humà. L'ús del crani d'un enemic vençut com una copa per beure està confirmat per nombrosos autors al llarg de la història de diversos pobles, especialment entre els nòmades de les estepes d'Euràsia.
La transformació d'un crani en una copa porta una important càrrega ideològica, que afecta directament al vençut i al vencedor, que utilitza les desferres per ultratjar i sotmetre encara més a l'enemic. Dels autors llatins només en parla Titus Livi, d'aquest costum, quan explica que Luci Postumi Albí, pretor a la Gàl·lia Cisalpina l'any 216 aC va caure derrotat i mort en un enfrontament amb els gals, que li van tallar el cap i després de revestir-lo d'or, el van dedicar als déus, utilitzant-lo com a vas sagrat. Alguns historiadors posen en dubte aquest episodi i creuen que era un fet esporàdic entre les cultures sedentàries, diferent de l'ús en les tribus nòmades.
Heròdot explica que entre els escites s'agafava el crani dels enemics vençuts i es netejava escrupolosament la part superior, des de les celles cap amunt. Quan ja no hi quedaven ni pell ni òrgans, es recobria amb una pell de bou o amb un bany d'or, segons la riquesa de cadascú. Només s'usaven els cranis dels enemics més valents i honorables, i Heròdot parla de que es triaven els caps dels pitjors (έχθίστων) enemics.
Teòfanes el Confessor i Joan Zonaràs diuen que el kan de Bulgària Krum va vèncer un poderós exèrcit de l'Imperi Romà d'Orient dirigit pel mateix emperador Nicèfor I el Logoteta, que va morir en la batalla (811). Krum va ordenar que li tallessin el cap, i que la part superior del crani fos coberta i muntada en plata per fer-la servir com a copa per beure durant la resta de la seva vida.
Muhàmmad Xaibani, segon sobirà de la dinastia turcomongola dels xibànides de l'Uzbekistan, va morir en combat el 2 de desembre de l'any 1510 a mans de l'exèrcit d'Ismaïl I, xa safàvida de Pèrsia. A Xaibani li van tallar el cap i el van portar a Ismaïl I que va ordenar que l'esquarteressin i repartissin els trossos per diferents parts de l'imperi. La pell del crani va ser pel sultà Baiazet II de Turquia. I la part superior, incrustat de pedres precioses, es diu que va servir de copa per beure al seu vencedor.